# Schoenobius gigantella
Schoenobius gigantella  (лат.) — вид чешуекрылых насекомых из семейства огнёвок-травянок. Распространён в Европе. Размах крыльев самцов 25—30 мм, самок — 41—48 мм. Гусеницы питаются стеблями Phragmites australis и Glyceria maxima.